# Claude Albore Livadie
Claude Albore Livadie (Avignone, 10 febbraio 1947) è un'archeologa francese naturalizzata italiana.

## Biografia
Formatasi all'università di Paris-Nanterre, è direttrice emerita della ricerca al Centre national de la recherche scientifique (CNRS). Specialista dell'età del bronzo (è stata anche docente all'Università Suor Orsola Benincasa di Napoli), ha operato principalmente nell'Italia meridionale e in particolare in Campania, ove ha portato alla luce i siti archeologici di Croce del Papa (Nola), La Starza (Ariano Irpino), Longola (Poggiomarino), Palma Campania e San Paolo Bel Sito, oltre alla grande necropoli di Calatia. È stata inoltre tra gli iniziatori dello studio dell'archeologia in stretta collaborazione con i vulcanologi, per la datazione reciproca di eruzioni e siti archeologici. Al suo nome sono legate diverse tipologie di bucchero.